# Soumkoum
Soumkoum, parfois dénommé Tioumkoum, est une localité située dans le département de Dori de la province de Séno dans la région Sahel au Burkina Faso.

## Démographie
| 2003 | 2006 | 2012 |
| ---- | ---- | ---- |
| 109  | 143  | -    |

En 2006, sur les 143 habitants du village – regroupés en 35 ménages – 48,95 % étaient des femmes, près 45,5 % avaient moins de 14 ans, 50,3 % entre 15 et 64 ans et 4,2 % plus de 65 ans.

## Santé et éducation
Le centre de soins le plus proche de Soumkoum est le centre de santé et de promotion sociale (CSPS) urbain de Dori tandis que le centre hospitalier régional (CHR) se trouve également à dans la capitale régionale.
Le village ne possède pas d'école primaire.